# Namibie aux Jeux olympiques d'été de 2016
La Namibie participe aux Jeux olympiques d'été de 2016 à Rio de Janeiro au Brésil du 5 au 21 août 2016. Il s'agit de sa 7e participation à des Jeux d'été.

## Athlétisme
4 Namibiens, un homme et trois femmes, participent au marathon.
Courses
| Athlète           | Épreuve           | Finale          | Finale |
| Athlète           | Épreuve           | Temps           | Rang   |
| ----------------- | ----------------- | --------------- | ------ |
| Mynhardt Kawanivi | Marathon masculin | 2 h 20 min 45 s | 70e    |
| Alina Armas       | Marathon féminin  | 2 h 44 min 20 s | 75e    |
| Helalia Johannes  | Marathon féminin  | 2 h 39 min 55 s | 56e    |
| Beata Naigambo    | Marathon féminin  | 2 h 36 min 32 s | 41e    |

## Boxe
| Athlète          | Catégorie             | 1/16 de finale               | 1/8 de finale                   | Quart de finale     | Demi finale         | Finale              | Finale |
| Athlète          | Catégorie             | Adversaire Résultat          | Adversaire Résultat             | Adversaire Résultat | Adversaire Résultat | Adversaire Résultat | Rang   |
| ---------------- | --------------------- | ---------------------------- | ------------------------------- | ------------------- | ------------------- | ------------------- | ------ |
| Matias Hamunyela | Mi-mouches (-49 kg)   | Bat Rufat Huseynov 3 - 0     | Battue par Birzhan Zhakypov 0-3 |                     |                     |                     |        |
| Jonas Jonas      | Super-légers (-64 kg) | Battue par Hassan Amzile 0-3 |                                 |                     |                     |                     |        |

## Cyclisme

### Cyclisme sur route
| Athlète     | Compétition            | Temps   | Rang    |
| ----------- | ---------------------- | ------- | ------- |
| Dan Craven  | Course en ligne hommes | Abandon | Abandon |
| Vera Adrian | Course en ligne femmes | Abandon | Abandon |

### VTT
| Athlète          | Compétition              | Temps | Rang |
| ---------------- | ------------------------ | ----- | ---- |
| Michelle Vorster | Cross-country VTT femmes |       |      |

## Tir
Pour sa troisième participation aux Jeux, Gaby Ahrens, porte-drapeau en 2012, est éliminée en qualification avec le 9e score.
| Athlète     | Compétition | Qualification | Qualification | Demi-finale | Demi-finale | Finale   | Finale   |
| Athlète     | Compétition | Points        | Rang          | Points      | Rang        | Points   | Rang     |
| ----------- | ----------- | ------------- | ------------- | ----------- | ----------- | -------- | -------- |
| Gaby Ahrens | Trap        | 66            | 9e            | Éliminée    | Éliminée    | Éliminée | Éliminée |